# Renzo Cramerotti
Renzo Cramerotti (* 9. Dezember 1947 in Trient) ist ein ehemaliger italienischer Speerwerfer.

## Sportliche Laufbahn
In den Jahren 1970 bis 1973 und 1975 bis 1977 wurde Cramerotti italienischer Landesmeister im Speerwurf.
Er qualifizierte sich bei den Europameisterschaften 1971 mit 77,52 m als Zwölfter für das Finale, in dem er mit 72,92 m den elften und vorletzten Platz belegte. Zwei Monate später gewann Cramerotti bei den Mittelmeerspielen 1971 in Izmir mit einer Weite von 78,04 m die Goldmedaille.
Ein Jahr später nahm er an den Olympischen Spielen 1972 in München teil. Cramerotti hatte in der Qualifikation nur einen gültigen Versuch mit einer Weite von 71,12 m und verpasste die Finalteilnahme um mehr als sechs Meter.
Bei den Europameisterschaften 1974 vor heimischem Publikum in Rom konnte er sich ebenfalls nicht für das Finale qualifizieren. Im Jahr darauf gewann er bei den Mittelmeerspielen 1975 in Algier mit 69,84 m die Bronzemedaille.